# Rot un Wiss (revue)
Cet article concerne la revue. Pour le drapeau, voir Drapeaux de l'Alsace.
Rot un Wiss était une revue bilingue à tendance autonomiste diffusée à partir de 1975 en Alsace et en Lorraine. L'équipe de rédaction était composée de membres et de proches de l'Union du peuple alsacien et du parti fédéraliste d'Alsace-Lorraine. Elle a disparu après une trentaine d'années (1975-2004 en tant que revue indépendante).

## Origines
Créée en février 1975 par Bernard Wittmann, la revue Rot un Wiss emprunte son nom à l'un des drapeaux historiques alsaciens (Rot un Wiss en alémanique signifie « rouge et blanc»). Sous titrée « mensuel fédéraliste bilingue pour l'Alsace et la Lorraine thioise », elle est le dernier avatar d’une série de revues polémistes et régionalistes alsaciennes comme Uss'm Follik - Du Peuple, Klapperstei - Pierre des bavards, Alsace Rouge, Gewann, Budderfladde - Tartine beurrée, disparues dans les années 1980. La revue paraît initialement tous les deux mois mais devient mensuelle dès son n° 8.

## Rédacteurs en chef
Bernard Wittmann, le fondateur de la revue, devient son rédacteur en chef. En mars 1979 (numéro 36), Michel Clo lui succède, et occupera la fonction de rédacteur en chef jusqu'au numéro 109 (février 1986). Bernard Wittmann assure l'intérim (numéros 110 à 115, de mars à septembre 1986), et Bruno Wolff lui succède en octobre 1986 (numéro 116) jusqu'en décembre 1988 (numéro 140).
En janvier 1989 (numéro 141), Gabriel Andrès prend la tête de la revue, mais à la suite d'un procès intenté après la publication d'un article considéré comme révisionniste par les plaignants, il quitte la direction de la revue après le numéro 230 de février 1997 (Gabriel Andrès sera acquitté un an plus tard).
Une nouvelle génération prend les rênes. Karl Goschescheck fait l'intérim pendant 7 numéros, de mars à octobre 1997. Bruno Wolff lui succède  du numéro 238 (novembre 1997) au numéro 300 (décembre 2003) avec un intérim assuré par Jean-Georges Trouillet (du numéro 269 de novembre 2000 au numéro 274 de mai-juin 2001). Le dernier rédacteur sera Jérôme Goepfert (numéros 301 à 305, de janvier à juin 2004).

## Successeurs de Rot un Wiss

### Vivre l'Alsace
Entre 2005 et 2008, le journal est relancé sous l'appellation Vivre l'Alsace (sous-titré Rot un Wiss). Il sera publié en tant que journal bimestriel de septembre 2005 à mars 2008, pour un total de 15 numéros.

### Tonic
Le magazine satirique Tonic absorbe Vivre l'Alsace en septembre 2008.